# Rapallo
Rapallo je menší italské město v regionu Ligurie, v provincii Genova. Leží v severozápadní části Itálie, na pobřeží Janovského zálivu Ligurského moře. Leží 27 km východně od regionální metropole Janova. Je to největší město na Rivieře di Levante (východní část Italské Riviéry, mezi Janovem a La Spezií), o něco větší než druhé Chiavari.
Rapallo bývalo proslulé lázeňské letovisko a po první světové válce zde byly podepsány dvě významné mezinárodní smlouvy – roku 1920 smlouva o delimitaci hranic mezi Itálií a Královstvím SHS a roku 1922 smlouva mezi Německem a sovětským Ruskem. Jihovýchodně od města se rozkládá Přírodní park Portofino a turisticky oblíbená obec Portofino.

## Město a památky
Centrum města leží v blízkosti pobřeží. Podél pobřeží vede promenáda Lungomare Vittorio Veneto lemovaná palmami s restauracemi, hotely a secesními budovami. Na náměstí Piazza Cavour stojí bazilika Santi Gervasio e Protasio. Ulice Corso Italia ústí na náměstí Piazza delle Nazione, kde jsou radnice, věž Torre civica a Museo Civico.
- Klasicistní kostel Santi Gervasio e Protasio založený na poč. 12. století, současná stavba je ze 17. až 19. století; šikmá zvonice je z roku 1753
- Kostel Nostra Signora di Montallegro z let 1557 – 59, později upravovaný, fasáda je z roku 1896
- Hrad Castello di Rapallo z roku 1551
- Castello di Punta Pagana, opevnění z roku 1625 – 31 náležící Řádu maltézských rytířů
- Věž Torre civica z roku 1473 a Torre dei Fieschi pravděpodobně z poč. 13. století[3]